# Kurt Binder
Kurt Binder (* 10. Februar 1944 in Korneuburg; † 27. September 2022) war ein österreichischer Physiker.

## Leben
Binder wurde 1944 als Sohn des Ingenieurs Eduard Binder und dessen Ehefrau Anna geb. Eppel geboren. Nach dem Schulbesuch 1950 bis 1962 in Wien studierte er von 1962 bis 1967 Physik an der Technischen Universität Wien. 1969 wurde er bei Helmut Rauch am Österreichischen Institut für Kernphysik in Wien promoviert. Er blieb noch einige Monate als Assistent von Gustav Ortner, bevor er Ende 1969 an die Technische Universität München wechselte, wo er bis 1974 bei Heinz Maier-Leibnitz und Herbert Vonach forschte, unterbrochen von einem einjährigen Forschungsaufenthalt, 1972/73, am IBM Zurich Research Laboratory. 1974 war er Research Consultant bei den Bell Laboratories in Murray Hill (USA).
1973 erfolgte ein Ruf der Freien Universität Berlin, den er ablehnte. Ende 1973 habilitierte er sich an der TU München. Von 1974 bis 1977 war er Professor für Theoretische Physik an der Universität des Saarlandes in Saarbrücken. Dann wechselte er als Institutsleiter an die Forschungszentrum Jülich, verbunden mit einer Professur für Theoretische Physik an der Universität zu Köln. 1983 folgte er einem Ruf auf eine Professur an der Johannes Gutenberg-Universität Mainz. Er war zudem ab 1989 „Auswärtiges Wissenschaftliches Mitglied“ des Max-Planck-Instituts für Polymerforschung in Mainz.
Ab 1977 war Kurt Binder mit Marlies Ecker (* 1948) verheiratet, mit der er zwei Söhne hatte. In seiner Freizeit spielte er Klavier. Er starb Ende September 2022 im Alter von 78 Jahren.

## Wirken
Forschungsschwerpunkte von Kurt Binder lagen in der Statistischen Physik, der Festkörperphysik und der Materialforschung. Besonders herausragend sind seine Pionierarbeiten zur Monte-Carlo-Methode, die entscheidend dazu beigetragen haben, dass Computersimulationen sich neben der Theoretischen Physik und der Experimentalphysik als ein dritter Zugang zur Analyse thermischer Eigenschaften von Vielteilchensystemen entwickeln konnten. Grundlegende Fortschritte gelangen ihm dabei u. a. in seinen Untersuchungen zu einer Vielzahl von Phasenübergängen, zu Spin-Gläsern und auf dem Gebiet der Polymerphysik. Eine wichtige Größe zur Charakterisierung von Phasenübergängen ist die nach ihm benannte Binder-Kumulante. Er war weltweit einer der meistzitierten Physiker.
Binder war Mitherausgeber zahlreicher physikalischer Fachzeitschriften und ab 1992 korrespondierendes Mitglied der Österreichischen Akademie der Wissenschaften, ab 2003 der Akademie der Wissenschaften und der Literatur Mainz und ab 2005 auswärtiges Mitglied der Bulgarischen Akademie der Wissenschaften. Er war zudem Mitglied der Deutschen Physikalischen Gesellschaft sowie der European Physical Society und Fellow des Institute of Physics. Ab 2011 war Binder Mitglied der Leopoldina.

## Ehrungen
- 1969 Karoline und Guido-Krafft-Medaille der Technischen Universität Wien
- 1993 Max-Planck-Medaille der Deutschen Physikalischen Gesellschaft
- 2001 Berni Alder CECAM prize der European Physical Society
- 2003 Staudinger-Durrer-Preis der ETH Zürich
- 2007 Boltzmann-Medaille der Internationalen Union für Reine und Angewandte Physik
- 2007 Ehrendoktorwürde der Maria-Curie-Skłodowska-Universität in Lublin
- 2007 Ernennung zum ersten Fellow des Gutenberg Forschungskollegs an der Universität Mainz
- 2009 Lennard Jones Lecture Awards der Royal Society of Chemistry
- 2012 Ehrenmedaille „Marin Drinov“ der Bulgarischen Akademie der Wissenschaften[2]
- 2013 Ehrendoktorwürde der Heinrich-Heine-Universität Düsseldorf[3]
- 2020 Polymer Physics Prize der American Physical Society
- 2022 Großer Kardinal-Innitzer-Preis (posthum)

## Schriften
Neben mehr als 1000 wissenschaftlichen Publikationen in Zeitschriften und Konferenzbänden veröffentlichte er folgende Monografien:

### Als Autor
- Berechnung der Spinkorrelationsfunktionen von Ferromagnetika. Dissertation, Technische Hochschule Wien, 1969.
- Beiträge zur statistischen Mechanik des Ising-Modells. Habilitationsschrift, Technische Universität München 1973.
- Theories and mechanism of phase transitions, heterophase polymerizations, homopolymerization, addition polymerization. Springer, Berlin [u. a.] 1994, ISBN 3-540-57236-8.
- Mit David P. Landau: A Guide to Monte Carlo Simulations in Statistical Physics. Cambridge University Press, Cambridge [u. a.] 2000, ISBN 0-521-65366-5; 3. Auflage, 2009, ISBN 978-0-521-76848-1.
- Computer-Simulation von Flüssigkeiten und Festkörpern. Steiner, Stuttgart 2005, ISBN 3-515-08753-2.
- Mit Walter Kob: Glassy materials and disordered solids. An introduction to their statistical mechanics. World Scientific, New Jersey, NJ [u. a.] 2005, ISBN 981-256-510-8; 2. Auflage, 2011, ISBN 978-981-4273-44-2.
- Mit Dieter W. Heermann: Monte Carlo Simulation in Statistical Physics – An Introduction (= Graduate Texts in Physics). 6. Auflage. Springer, Cham 2019, ISBN 978-3-03010757-4, doi:10.1007/978-3-030-10758-1 (1. Aufl. 1988).

### Als Herausgeber
- Monte Carlo methods in statistical physics. Springer, Berlin [u. a.] 1979, ISBN 3-540-09018-5; 2. Auflage, 1986, ISBN 3-540-16514-2.
- Applications of the Monte Carlo method in statistical physics. Berlin, Springer [u. a.] 1984, ISBN 3-540-12764-X; 2. Auflage, 1987, ISBN 3-540-17650-0.
- The Monte Carlo Method in Condensed Matter Physics. Springer, Berlin [u. a.] 1992, ISBN 3-540-54369-4; 2. Auflage, 1995, ISBN 3-540-60174-0.
- Monte Carlo and Molecular Dynamics Simulations in Polymer Science. Oxford University Press, New York 1995, ISBN 0-19-509438-7.
- Statistical mechanics of polymers. New developments. Selected contributions from the conference in Moscow (Russia), June 6 – 11, 2006 (= Macromolecular symposia, Band 252). Wiley-VCH, Weinheim 2007.